# Rescription de l'emprunt forcé
La rescription de l’emprunt forcé est une monnaie fiduciaire mise en place sous la Révolution française entre décembre 1795 et février 1797 dans le but de rembourser un emprunt forcé. 

## Principe

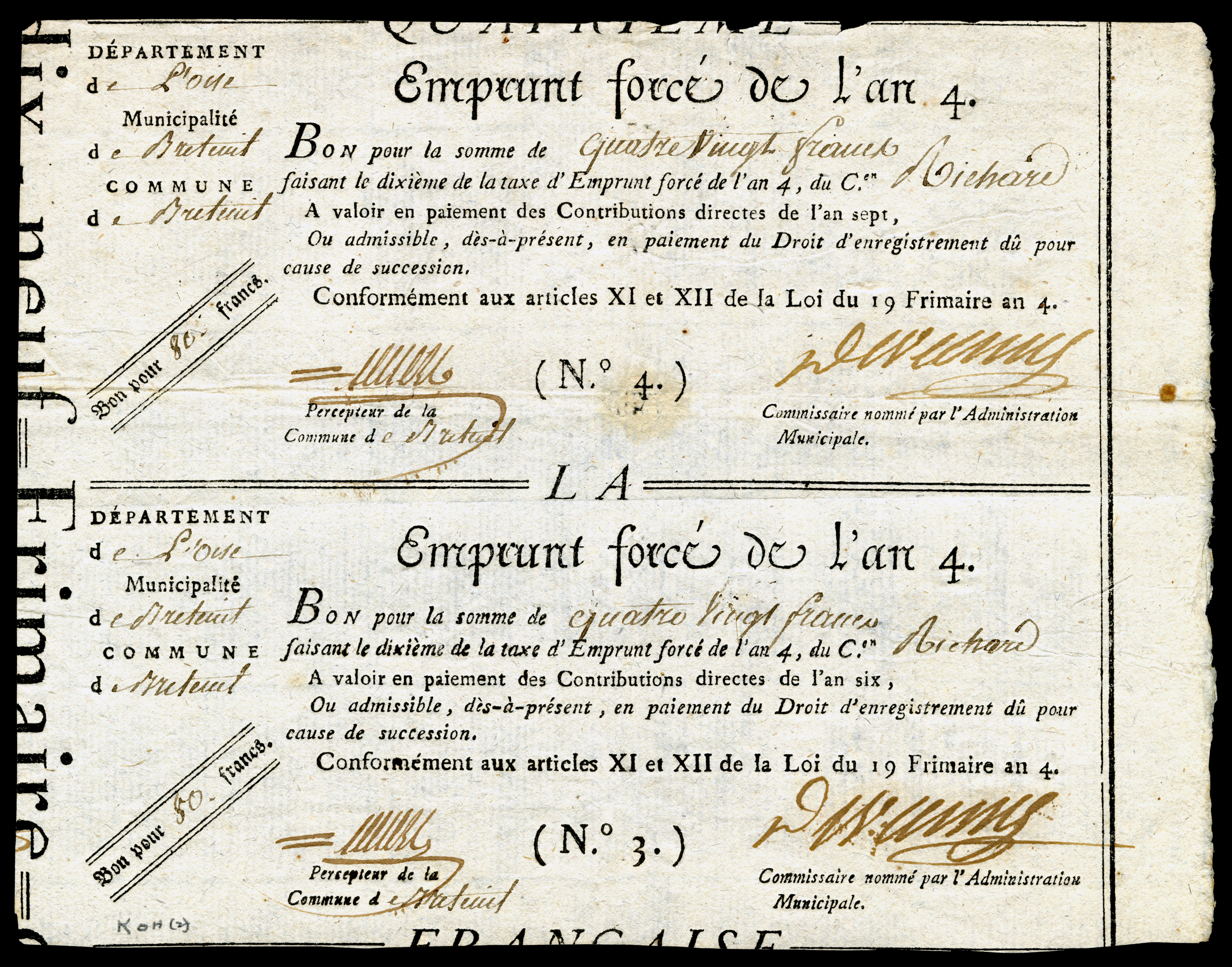
Bons de l'emprunt forcé de 1795 : certains d'entre eux servirent également de moyens de paiement.

La loi du 19 frimaire de l’an IV (10 décembre 1795) porte sur l’emprunt forcé national d'un montant fixé à 60 millions de francs : il concerne les citoyens les plus aisés de chaque département susceptibles de payer un montant minimal de souscription évalué à 1 200 livres par an, réglable généralement en dix mensualités. Cette souscription à l'emprunt est dite forcée : obligatoire, elle est payable en assignats. Elle offre deux avantages pour l’État : elle renfloue les caisses et diminue la masse des assignats en circulation.
En attendant les premières retombées de l'emprunt, la Trésorerie Nationale délivre, pour le paiement de ses affaires courantes, une « rescription de l'emprunt forcé » par décret du 1er nivôse de l’an IV (22 décembre 1795), laquelle est gagée sur les recettes à venir de l'emprunt (mais aussi sur la vente des domaines forestiers nationaux). 
Le terme « rescription », aujourd'hui désuet, est l'équivalent d'un effet de commerce émis par un État lors de la levée d'un impôt. C'est en quelque sorte un mandat au porteur (ou une traite mais sans intérêt), lequel porteur est censé recevoir, en échange de la rescription, le montant « en valeur métallique ». Or, les espèces en argent et en or sont toujours aussi rares à cette époque et le cours de l'assignat, lui, s'effondre.
C'est alors que l’arrêté du 29 ventôse de l’an IV (19 mars 1796) impose aux rescriptions le cours forcé de monnaie : en effet, un mois auparavant, sur décision du Directoire, l'assignat avait été finalement démonétisé le 30 pluviôse de l'an IV (19 février 1796), et ce, de façon spectaculaire, puis remplacé par le système de mandat territorial.

## Descriptif
La rescription de l'emprunt forcé émise par la Trésorerie Nationale se présente sous la forme d'un rectangle format chéquier (87 × 226 mm) imprimé sur une seule face à l'encre noir sur papier crème, avec un texte précisant la somme (« Bon pour... »), les conditions légales, une numérotation et deux signatures à la main, enfin un timbre sec et un talon comportant un mot tronqué.
Par arrêté du 21 nivôse de l'an IV (11 janvier 1796), six valeurs sont émises directement en franc français (et non plus en livres) : on trouve des coupures de 25, 50, 100, 250, 500 et 1000 francs. Le tirage le plus important fut pour la coupure de 25 francs, à savoir 140 000 exemplaires. La coupure de 1 000 francs ne fut tirée qu'à 17 500 exemplaires. La masse totale équivaut bien à 60 millions de francs.

## Fin du système
Le système de la rescription de l'emprunt forcé n'a fonctionné que durant trois mois et demi. En tant que monnaie, elle disparaît en février 1797, tout comme le nouveau système, la promesse de mandat territorial.
De plus, durant cette période, les personnes ayant réglé l'emprunt se voient délivrer par chaque trésorerie départementale un reçu appelé « Bon » qui, bientôt, sert également de monnaie, augmentant derechef la masse fiduciaire en circulation.